# Egeberg Glacier
Egeberg Glacier är en glaciär i Antarktis. Den ligger i Östantarktis. Nya Zeeland gör anspråk på området. Egeberg Glacier ligger 572 meter över havet.
Terrängen runt Egeberg Glacier är huvudsakligen kuperad, men söderut är den bergig. Havet är nära Egeberg Glacier åt nordost. Trakten är obefolkad. Det finns inga samhällen i närheten. 